# Fröhnd
Fröhnd là một thị xã trong huyện Lörrach bang Baden-Württemberg thuộc nước Đức. Đô thị Fröhnd có diện tích 16,19 km².